# ACCA13區監察課
《ACCA13區監察課》（日語：ACCA13区監察課）為日本漫畫家小野夏芽所繪製的青年漫畫。作品於2013年至2016年在日本漫畫雜誌《月刊BIG GANGAN》（史克威爾艾尼克斯）中連載。2017年1月10日改編電視動畫開播。2020年3月27日推出OVA「ACCA13區監察課 Regards」。
2016年12月開始在《月刊BIG GANGAN》連載番外篇《ACCA13區監察課 P.S.》，並於2017年10月連載完畢。

## 故事概要
統一組織「ACCA」管理著分為13個自治區的多瓦王國近100年之久。本部監察課副課長吉恩·奥塔斯，別稱「蹭煙的吉恩」，負責走遍13區進行視察。盯上他的視線和與他有關的傳聞，卻開始浮上水面。吉恩的和平日常，慢慢被卷入王國的陰謀！

## 登場角色

### 主要角色
吉恩·歐塔斯（Jean Otus，聲：下野紘）
生日:4月15日
男主角。ACCA總部監察課副課長，代替容易暈機的課長進行各區視察。其後在番外篇第2卷中晉升為課長。從各區的人們獲得香煙作為合作的象徵，而有「蹭煙的吉恩」的別稱。
於高級公寓擔任管理人，與妹妹蘿塔居於公寓頂層的套間。根據居於同一公寓的公司高層們獲得的商品目錄，在各區視察時代購不同的貨品以獲得額外收入。自學生時期起已予人神神秘秘的形象。13年前的列車意外中失去了雙親。對於古洛修拉（又譯：格羅蘇拉）長官處理意外的手法深感欽佩而立志加入ACCA。
喜歡麵包和草莓。
蘿塔·歐塔斯（Lotta Otus，聲：悠木碧）
吉恩的妹妹，職業為學生，平常負責公寓管理的工作。喜歡點心。喜歡尼諾。
尼諾（Nino，聲：津田健次郎）
生日:7月7日
吉恩的高中同學和摯友，原為偵探的自由記者。喜歡巧克力。
身分為内務調査課的臥底探員「黑鴉」クロウ。表面上聽從古洛修拉（又譯：格羅蘇拉）的命令監視吉恩的一舉一動。事實上由父親一代開始一直按奧凡得的指示行動，在暗中守護皇族。按父親的命令，明明已成年卻入讀吉恩就讀的高中，與之成為同學。因此實際年齡比，比吉恩年長10年以上。
在ACCA政變未遂事件後，歐塔斯兄妹的存在被公開，被奧凡得告知任務已結束。其後從内務調査課辭職成為攝影師。

### ACCA本部

#### ACCA監察課
歐魯（Owl，聲：上田燿司）
監察課課長。由於乘坐交通工具會頭暈而將視察的任務全部委任給吉恩，為此對吉恩和蘿塔深感抱歉。
真實身分為奧凡得，侍奉第二王女茱蕾的近衛兵。為了僞裝成為歐魯的身份定期把白髮染金。吉恩・歐塔斯兄妹所住高級公寓的房東。
諾特（Knot，聲：前野智昭）
監察課員。育有三個小孩(3、5、7歲)。
阿特利、摩斯、凱莉（Atoli、Moz、Kelly，聲：佐藤惠、芽衣、笹本菜津枝）
監察課員。最喜歡上午10點和下午3點的點心時間，常常期待吉恩到各區視察時帶回的土產。

#### 5長官
古洛修拉（又譯：格羅蘇拉）（Grossular，聲：諏訪部順一）
洛克斯區出身、一頭長白髮的嚴肅男人。表面不拘言笑，但甚有抱負及承擔。和他接觸的ACCA成員大多被其風骨折服，如現任總部長莫芙。希望壯大ACCA的權力。主張招攬吉恩成為ACCA政變的一員。
於擔任洛克斯區支部長時，獨力承擔發生於洛克斯區和佩西區邊界的列車意外之責任，避免了兩區互相推卸責任的情況發生，並主張將鐵路納入ACCA麾下。
在ACCA政變未遂事件後提出廢除5長官制度，獲得其他四位長官贊成。後來接受莫芙的邀請，留任長官一職，為新任長官莫芙的顧問。
李李烏姆（又譯：利利烏姆）（Lillium，聲：游佐浩二）
弗拉烏區出身。檯面上經常和格羅蘇拉持相反意見。表面溫和，實際上野心勃勃，希望透過發動ACCA政變將弗拉烏區成為國家的權力中心。計劃被吉恩及莫芙看破而事敗。事後返鄉，並帶領弗拉烏區脫離多瓦王國獨立。
兄長(聲：井上和彦）為弗拉烏區區長、弟弟(聲：佐藤拓也）則為支部長。
帕斯蒂斯（Pastis，聲：綠川光）
斯維茨區出身的貴族，主張維護斯維茨區的傳統風貌。唯一一名有伯爵爵位的ACCA成員，但也因此被斯維茨區支部上下忌憚，擔心他會改變斯維茨區。在就任斯維茨區支部長一周後則被調任為5長官。在就任前發誓終有一日會回到斯維茨區擔任區長。
在5長官制度廢除後成為斯維茨區區長，並在該區引入民選議員制度。
乘坐交通工具會頭暈。
斯佩德（Spade，聲：大川透）
雅卡拉區出身。唯一一名從前代開始就任的5長官，也是唯一一名未曾擔任支部長的5長官。在未就任前擔任警察出身，因與當時的雅卡拉區支部長輸賭而成為5長官。在5長官制度廢除後投身政界。
派因（Pine，聲：安元洋貴）
朱莫克區出身。名門之後卻架子全無。自小成績優異，在加入ACCA後仕途亦十分順利。
在5長官制度廢除後成為朱莫克區區長，致力將朱莫克區的特產推銷至全國。
已婚並育有一女，妻子早逝。

#### 總部長
莫芙（又譯：莫伍）（Mauve，聲：田中敦子）
總部長，科洛雷區出身並曾擔任科洛雷區支部長，也是第一位女性總部長。英姿颯爽的美人。十分尊敬古洛修拉（又譯：格羅蘇拉）。
對於ACCA政變計劃抱有疑問而命令吉恩進行調查，其後命令自己的自屬部下進行進一步調查後，得知政變計劃背後的來龍去脈。成功與吉恩合謀，一方面阻止李李烏姆（又譯：利利烏姆）的陰謀，一方面確保ACCA的存在得以繼續。隨著5長官制度的廢除，成為ACCA的最高領導人。

### ACCA分部
艾達（Eider，聲：洲崎綾）
法馬斯區分部監察官。在吉恩視察時發現部下的不法行為而深感沮喪。在吉恩的鼓勵下，自願在監察課被廢除後於吉恩底下工作，但由於監察課並未被廢除而未能實現。之後，一直想引起吉恩的注意，但常常遇上吉恩出差視察，對此而常與格魯斯商量，兩人進而相愛並結婚。婚後辭退ACCA的工作，但由於格爾斯要轉任至佩西區，而對於是否要搬遷至佩西區而煩惱。
格魯斯（Grus，聲：羽多野涉）
巴頓區分部監察官。
雷爾（Rail，聲：八代拓）
巴頓區分部新任警員。破案率極高，但有時會私吞和轉賣扣押品，甚致跟黑社會有掛鉤，諸類不當行為曾被吉恩指出，也被監察課員告誡。曾參加ACCA本部入局考試但認為因沒錢沒勢力而未錄取，不得已委身於支部，因此初時對既是本部人員又住在高級公寓的吉恩有所敵意。然而，對蘿塔一見鍾情，常有意無意的出現在蘿塔的周遭。
卡路里（Koruri，聲：林大地）
朱莫克區分部監察官。
沃布拉（Warbler，聲：日野聰）
斯維茨區分部監察官。由於斯維茨區的地理位置特殊，不容易找到適任者，因此已在此區就任4年(2期)。原多瓦區分部監察官，其在駐期間，因不苟言笑且蓄鬍的模樣而讓區民敬而遠之；其能力深受局員好評，吉恩也給予自身接班人的高評價。在就任斯維茨區後，對區內的封閉體制深感憂心，而與改革派內通，被吉恩發現後，也強烈表明即使被解雇仍要繼續留在斯維茨區為改革盡力；之後，吉恩並未回報此一事件，並讓其續留斯維茨區分部。
畢斯克依（Biscuit，聲：古川慎）
斯維茨區分部局員，亦是改革派的首領之一，期望改革該區的封閉體制。吉恩前往斯維茨區視察時，暴動突然發生，由於一切未準備就緒而未果並被逮捕。在吉恩以不通報此一事件與分部長交涉而被釋放，但職務被解除。在帕斯蒂斯擔任區長後，被推舉為中央議會候補議員代表。
但林（Dunlin，聲：井口祐一）
比拉區分部監察官。
桑德派帕（Sandpiper，聲：村井雄治）
洛克斯區分部監察官。
帕魯斯（Pulse，聲：武田幸史）
赫爾區分部監察官。
艾格雷特（Aigrette，聲：手塚弘道）
多瓦區分部監察官。
拉魯斯（Larrousse，聲：富岡美沙子）
克羅雷區分部監察官。
帕薩（Passer，聲：沖佳苗）
佩西區分部監察官。
法爾科（Falco，聲：長谷川芳明）
雅卡拉區分部監察官。
洛克斯蒂拉（Rochterra，聲：佐武宇綺）
普拉內塔區分部監察官。原先普拉內塔區區長並不打算參加政變，但在聽其說詞「萬一地發現豐富的地下資源，若ACCA不存那國家秩序將大亂甚而引發戰爭」後認為ACCA的存在是必要的而加入政變。
卡納利（聲：關口量治）
弗洛旺區分部監察官。

### 皇族
法爾克2世（Falke II，聲：中尾隆聖）
多瓦王國第3代國王，年高99歳，子嗣全為王女。超喜歡甜食。
施萬（Schwann，聲：宮野真守）
現任國王的小女兒之子，唯一一名王位繼承人。自小養尊處優、目中無人，被稱為「笨蛋王子」。希望即位後解散中央議會、廢除ACCA，恢復由王室主導的樞機院之權力。
於ACCA政變事件中，在大庭廣眾下獲得ACCA承認為王位繼承人，並約定保留ACCA的存在。事後多少有變得圓滑，並邀請蘿塔到王城與國王見面。
瑪奇（Magie，聲：上村祐翔）
多瓦王國皇家近衛兵。受王子的命令打探蘿塔的一切。在巴頓區調查蘿塔時，喜歡上了吐司，並認識了意圖接近蘿塔的雷爾，甚而被其紹介了麵包店；至此之後，視雷爾為吐司小夥伴並交換蘿塔的情報。
庫巴魯姆（Qwalm，聲：石塚運昇）
多瓦王國樞機院長，足智多謀，深得國王信賴。在茱蕾想以自由之身於王宮外生活一事為國王獻計。又為了能順利完成施萬王子的王位繼承，策劃利用王子的不得民心及流出歐塔斯兄妹王室血統的風聲，將李李烏姆家族的陰謀引出臺面並排除。
蒙德（Mohnt，聲：家中宏）
多瓦王國皇家近衛隊隊長。
茱蕾（Schnee，聲：悠木碧）
33年前詐死的多瓦王國第二王女。吉恩和蘿塔的母親。思想前衛，相較於留在王室更嚮往自由之身，國王也接受其想法並採納庫巴魯姆的提議偽裝茱蕾的死訊。在成為平民後，與一位青年相戀並結婚，之後生了吉恩和蘿塔，但夫妻兩人在13年前因火車意外而身亡。
奧凡得（Abend，聲：上田燿司）
侍奉第二王女並擁有一頭秀麗白髮的近衛兵，接獲庫巴魯姆的密令與第二王女詐死並暗中保護，而其與第二王女的死訊在近衛隊裡成為傳說。在茱蕾成為平民後，一直暗中保護並定期向國王報告。為吉恩・歐塔斯兄妹所住高級公寓的房東。
尼諾父親（聲：興津和幸）
一家代代侍奉奧凡得一家，在奧凡得接獲密令後，毅然決然跟隨並打算將尼諾交由親戚，但被尼諾得知而決定帶其一起離開。時常向尼諾歡天喜地地談論茱蕾一家人，並將所得資訊告知奧凡得，但不幸的也在13年前的火車意外中身亡。
第一王女（聲：津田匠子）
多瓦王國第一王女，本名不詳。為了自己女兒腹中小孩可能繼承王位，不希望有更多競爭者而派人暗殺歐塔斯兄妹但未果。在政變未遂事件後，向歐塔斯兄妹道歉，並告訴蘿塔許多茱蕾的事。

## 用語

### ACCA
ACCA
獨立於中央議會的組織，旗下包括警察局、交通局和醫療局等部門。以巴登本部為中心，於各自治區設立支部。13區的支部獨立營運、制服式樣各異。
名字來源為一種象徵和平的鳥兒。
監察課
於ACCA設立初期，由於擔心各自治區的穩定，而在各自治區的ACCA支部所成立的部門，負責監視支部的日常業務。各支部需要每天匯報發生的大小事和相關數據，透過特有的網絡傳送至本部。另外，本部的課員亦會不定期視察支部的工作。
每個支部約有10名課員。為了防止監察課課員與支部成員勾結，駐於支部的課員每兩年需要更換一次所屬支部。

### 多瓦王國
多瓦王國
分為13個自治區、採納地方自治制的王國。首都為巴登。現任國王年屆99歲高齡。大陸的形狀為一隻朝東方的鳥兒。
於現任國王出生的100年前，其他12個自治區發起政變，先王為了和平地平定叛亂而承認地方自治。另外，為了防止類似的動亂，先王將首都由皇族所在的多瓦遷都至巴登、成立中央議會及ACCA。

### 自治區
巴登
位於王國東部、首都和ACCA本部所在地。本部的薪水比支部低，入局測試卻較為困難。這個情況也比稱為「ACCA的七大不可思議」。支部大楼在本部的隔壁，支部的社员食堂的饭食十分美味。
法瑪斯
位於多瓦王國的西南一帶，為國家逾9成的農產品產地。農耕地甚多，生產的蔬菜等農產品也十分美味。以物價便宜的宜居之地見稱。犯罪率也是13區中最低。
朱莫克
位於多瓦王國的東南一帶的沿海地區。區民的身高平均為2米以上。由於區内進行了農產品改良，食物大小一般為其他區的2.5倍以上。非常受欢迎的店“巴斯伍德”的食物使得驻扎期间的局员们都相继变胖了。
斯維茨
位於多瓦王國的北方。貴族及平民之間貧富懸殊的問題嚴重，平民多次嘗試發動政變但都失敗告終。為了避免區内民風有變，對於來自區内的人的行動有嚴格規定，包括驻扎在此的ACCA課员。ACCA課员甚少有與當區區民接觸的機會。此外，區政府亦禁止平民持有手提電話，日常交通亦主要以馬車代步(而非其他區早已普及的汽車)。
比拉
位於多瓦王國的東北一帶，13區中最為寒冷。由於氣候過於嚴寒，區内無法種植小麥，主要農產品為馬鈴薯及黑麥。設有啤酒釀造工廠，但生產的啤酒幾乎全部出口至其他地區。雖然農產品不如法瑪斯豐饒，但也算是自給自足的地區。
洛克斯
位於多瓦王國的北方。主要為山區的乾燥氣候，男性多蓄著直長髮、穿民族服飾。
哈雷
位於多瓦王國南端的小島。氣候溫暖宜人、區民平均壽命為全國最高，穿著短袖衣服勤勞工作的長者隨處可見。民風淳樸親切。
多瓦
位於內陸、皇族的所在地。居民較為崇尚奢華的生活素質。和斯維茨一樣保存了不少歷史的建築物，但比後者更為現代化。
科洛雷
位於比拉以南。女性地位很高、不少ACCA的女課員也是來自該區。制服為度身訂造。巧克力為名產之一。
普拉內塔
位於王國中央位置。沙漠氣候十分嚴峻酷熱、經濟拮据，大部分居民需要於地底生活。由於經費不足，ACCA課員都沒有制服，而是在私服上佩戴ACCA的紋章。居民致力在地底開發天然資源。民風淳樸。
在ACCA政變事件後成功在地底找到天然資源，解決了弗拉旺脫離王國造成的能源危機，吸引其他區的居民移民到該區尋找工作。
雅卡拉
位於普拉內塔内的國中國。賭場盛行，聚集着許多想一夜暴富的人的地區。區民好賭，習慣以卡牌解決大小事情。
佩西
被海包围，都是小岛的区。为了能得到更多的鱼，驻扎在此的基本都喜欢钓鱼
弗拉旺
位於多瓦王國的南方，天然資源豐饒、資金充足。生產的能源供應全國。街道充滿花香。對自己地區生產的資源需要與其他區分享素來不滿。吉恩曾評價不論多優秀的ACCA課員，被派遣至弗拉旺區都會被潛移默化為行屍走肉、只懂盲目跟從上頭指示的存在。

## 出版書籍
| 卷數 | 史克威爾艾尼克斯 | 史克威爾艾尼克斯       | 東立出版社     | 東立出版社             |
| 卷數 | 發售日期         | ISBN                   | 發售日期       | ISBN                   |
| ---- | ---------------- | ---------------------- | -------------- | ---------------------- |
| 1    | 2013年11月25日   | ISBN 978-4-7575-4149-8 | 2020年11月12日 | ISBN 978-957-26-5833-8 |
| 2    | 2014年7月25日    | ISBN 978-4-7575-4370-6 | 2021年11月11日 | ISBN 978-957-26-5834-5 |
| 3    | 2015年1月24日    | ISBN 978-4-7575-4544-1 | 2022年3月3日   | ISBN 978-957-26-5835-2 |
| 4    | 2015年9月25日    | ISBN 978-4-7575-4745-2 | 2022年7月22日  | ISBN 978-957-26-6743-9 |
| 5    | 2016年5月25日    | ISBN 978-4-7575-4994-4 | 2023年2月6日   | ISBN 978-957-26-6744-6 |
| 6    | 2016年12月24日   | ISBN 978-4-7575-5201-2 | 2023年6月8日   | ISBN 978-957-26-6745-3 |

| 冊數 | 史克威爾艾尼克斯 | 史克威爾艾尼克斯       |
| 冊數 | 發售日期         | ISBN                   |
| ---- | ---------------- | ---------------------- |
| 1    | 2017年5月25日    | ISBN 978-4-7575-5362-0 |
| 2    | 2017年12月25日   | ISBN 978-4-7575-5568-6 |

| 冊數 | 史克威爾艾尼克斯 | 史克威爾艾尼克斯       |
| 冊數 | 發售日期         | ISBN                   |
| ---- | ---------------- | ---------------------- |
| 全   | 2017年12月25日   | ISBN 978-4-7575-5574-7 |

## 電視動畫
2016年6月宣告进行电视动画改编。2017年1月開始播出。2020年3月27日推出OVA「ACCA13區監察課 Regards」。

### 製作人員
- 監督：夏目真悟[4][10]
- 系列構成：鈴木智尋[4][10]
- 角色設計：久貝典史[4][10]
- 總作畫監督：小田剛生、吉田奏子
- 服裝設計：榎戶駿
- 小物設計：五十嵐海
- 美術監督：吉岡誠子
- 色彩設計：橋本賢
- 攝影監督：伏原あかね
- 3D監督：籔田修平
- 編集：木村佳史子
- 音響監督：はたしょう二（日语：はたしょう二）
- 音響效果：佐藤純之介
- 音樂：高橋諒
- 音樂製作：Lantis
- 動畫製作：MADHOUSE[4][10]
- 製作：ACCA製作委員會（Bandai Visual、日本AD SYSTEMS、史克威爾艾尼克斯、日本BS放送、萬普、Contends Seed）

### 主題曲
片頭曲
「Shadow and Truth」（第1-11話）
作詞：Konnie Aoki / 作曲、編曲：高橋諒 / 歌：ONE III NOTES
片尾曲
（第1-11話）
作詞、歌：結城愛良 / 作曲、編曲：高橋諒
「Our Place」（第12話）
作詞：Konnie Aoki / 作曲、編曲：高橋諒 / 歌：ONE III NOTES
插曲
「It's my life」
作詞、歌：結城愛良 / 作曲、編曲：高橋諒

### 各話列表
| 話數   | 日文標題 | 中文標題               | 劇本     | 分鏡       | 演出       | 作畫監督           | 總作畫監督 |
| ------ | -------- | ---------------------- | -------- | ---------- | ---------- | ------------------ | ---------- |
| 第1話  |          | 蹭煙的吉恩             | 鈴木智尋 | 夏目真悟   | 夏目真悟   | 久貝典史           | 不適用     |
| 第2話  |          | 惡友之名為尼諾         | 鈴木智尋 | 若林信     | 若林信     | LEE MINBAE         | 小田剛生   |
| 第3話  |          | 飄散於城的煙霧傳聞     | 鈴木智尋 | 八田洋介   | 八田洋介   | 長坂慶太           | 吉田奏子   |
| 第4話  |          | 封閉之「國」的餘燼     | 鈴木智尋 | 川尻善昭   | 武藤信宏   | 光岡美来           | 小田剛生   |
| 第5話  |          | 視線前方、重疊的足跡   | 鈴木智尋 | 川尻善昭   | 葛谷直行   | 原田峰文           | 吉田奏子   |
| 第6話  |          | 軌道與榮譽的盡頭       | 鈴木智尋 | 川尻善昭   | 吉川志我津 | 熊田明子           | 小田剛生   |
| 第7話  |          | 飄散在夜霧中的真相     | 鈴木智尋 | 八田洋介   | 八田洋介   | 榎戶駿、長坂慶太   | 吉田奏子   |
| 第8話  |          | 展翼的王女和朋友的盡責 | 鈴木智尋 | 小島慶祐   | 小島慶祐   | 小島慶祐           | 不適用     |
| 第9話  |          | 露出獠牙的優美黑蛇     | 鈴木智尋 | 若林信     | 重原克也   | LEE MINBAE         | 小田剛生   |
| 第10話 |          | 沒有天空的城市降落星星 | 鈴木智尋 | 夏目真悟   | 葛谷直行   | 原田峰文           | 吉田奏子   |
| 第11話 |          | 不懷好意的花香         | 鈴木智尋 | 八田洋介   | 八田洋介   | 長坂慶太           | 不適用     |
| 第12話 |          | 鳥的行踪               | 鈴木智尋 | 夏目真悟   | 夏目真悟   | 久貝典史、小田剛生 | 不適用     |
| OVA    | 不適用   | 不適用                 | 鈴木智尋 | 齋藤圭一郎 | 齋藤圭一郎 | 久貝典史           | 不適用     |

### BD&DVD
| 卷數 | 發售日期      | 收錄話數       | 規格編號  | 規格編號  |
| 卷數 | 發售日期      | 收錄話數       | BD限定版  | DVD限定版 |
| ---- | ------------- | -------------- | --------- | --------- |
| 1    | 2017年4月21日 | 第1話 - 第4話  | BCXA-1225 | BCBA-4830 |
| 2    | 2017年6月23日 | 第5話 - 第8話  | BCXA-1226 | BCBA-4831 |
| 3    | 2017年8月29日 | 第9話 - 第12話 | BCXA-1227 | BCBA-4832 |

## 外部連結
- 官方網頁（页面存档备份，存于）（日語）
- ACCA13區監察課 TV動畫官方網站（页面存档备份，存于）（日語）
- TVアニメ『ACCA13区監察課』公式的X（前Twitter）（日語）
- 舞台『ACCA13区監察課』公式サイト（页面存档备份，存于）（日語）
- 舞台『ACCA13区監察課』的X（前Twitter）（日語）